# مجزرة جولة كنتاكي

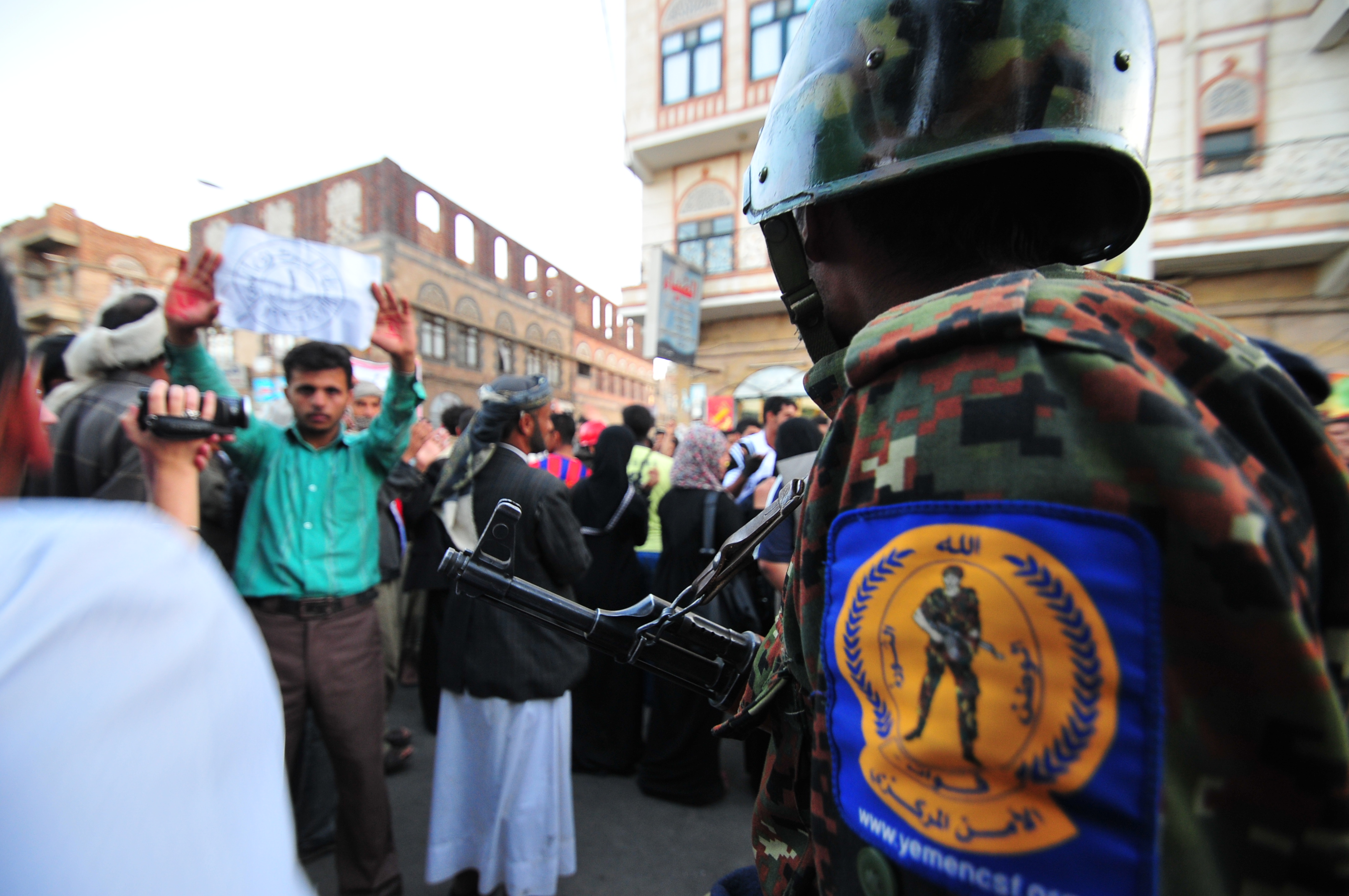
تصوير: فادي بيني - فليكر - قناة الجزيرة الإنجليزية

مجزرة كنتاكي هي مجزرة تمت في صنعاء، اليمن على مدى خمسة أيام من الأحد 18 سبتمبر إلى 23 سبتمبر 2011 ضد المتظاهرين في ساحة التغيير أثناء قيامهم بمسيرة تصعيدية ضد حكم الرئيس السابق علي عبد الله صالح الذي كان حينها يعالج منذ ثلاثة أشهر في السعودية بعد إصابته في 3 يونيو بهجوم وقع على دار الرئاسة أثناء تواجده فيه.
واستخدمت قوات الأمن الرصاص الحي وخراطيم المياه وقنابل الغاز المسيل للدموع والمدفعية  ورشاشات الدوشكا ضد المتظاهرين الذين وصلوا مساء الأحد 18 سبتمبر إلى شارع الزبيري في وسط صنعاء قادمين من ساحة التغيير بعدما تجاوزوا ثلاثة حواجز للقوات الحكومية في حي القاع المجاور لساحة الاعتصام. حيث أن صنعاء مقسمة منذ شهور في متاهة من نقاط التفتيش وحواجز الطرق والعربات المصفحة بين ساحة الاعتصام المحمية بقوات الفرقة الأولى مدرع المؤيدة للثورة وفي الجانب الآخر قوات صالح.
ونقل المصابون على دراجات نارية إلى مستشفى ميداني في ساحة التغيير بصنعاء والتي يعتصم فيها محتجون منذ ثمانية شهور لمطالبة صالح بإنهاء حكمه بعد 33 عاما قضاها في السلطة. واتهمت وزارة الداخلية اليمنية المتظاهرين بأنهم أصابوا أربعة من عناصر القوات الأمنية وألقوا زجاجات حارقة على مولدات كهرباء في صنعاء وأحرقوا سيارتين لقوات الأمن، وذلك في تصريحات نقلها التلفزيون الحكومي. وتمكن المحتجون من توسيع منطقة اعتصامهم بنحو كيلومتر وقضى المئات ليلتهم فيها ودخلت قوات الفرقة المنطقة وأخذت تحصنها بأجولة الرمال وبعد توسيع منطقة الاعتصام أصبح المحتجون وقوات الفرقة التي تدعمهم على بعد 500 متر عن قوات أحمد علي صالح ابن الرئيس وقائد وحدات الحرس الجمهوري الموالية للحكومة.
قتل في هذه الأحداث المئات وجرح الآلاف من المتظاهرين وعدد من جنود قوات الفرقة الأولى مدرع التي تتولى حماية ساحة التغيير  ومن بين القتلى مصور قناة الإخبارية الفضائيةالسعودية حسن الوظاف الذي أصيب برصاصتين في رأسه وكتفه، والطفل أنس السعيدي الذي يبلغ من العمر 10 أشهر حيث قتل أنس صباح يوم الإثنين الموافق 19 سبتمبر من رصاصة قناص في رأسه في شارع هائل المجاوز لساحة الاعتصام.
اندلعت بعد المظاهرات اشتباكات مسلحة وحرب شوارع بين القوات الموالية للثورة والقوات الموالية للحكومة في المناطق التي توسع إليها الاعتصام، وتوقف القتال يوم الثلاثاء 20 سبتمبر بعد مساعي نائب الرئيس عبد ربه منصور الذي يتولى بالوكالة مهام رئيس الدولة، إلا أنه استؤنف ظهر الثلاثاء.

## معلومات أساسية
قامت مظاهرات شعبية على غرار الثورة التونسية وزادت حدتها بعد ثورة 25 يناير المصرية خرج المتظاهرون للتنديد بالبطالة والفساد الحكومي وعدد من التعديلات الدستورية التي كان ينويها علي عبد الله صالح ، مؤشر التنمية البشرية منخفض جدا في اليمن، إذ تحتل البلاد المرتبة 133 من 169 دولة يشملها التقرير والحكومة يمنية هي أكثر الحكومات فسادا سياسيا وعسكريا واقتصاديا جاء ترتيب اليمن في المرتبة 164 من 182 دولة شملها تقرير الشفافية الدولية لعام 2011 المعني بالفساد، ولا تتجاوزه دول عربية أخرى سوى العراق والصومال حكم علي عبد الله صالح اليمن لمدة 33 سنة وأستأثر أقاربه وأبناء منطقته بمناصب مهمة وحساسة في الدولة وصنف اليمن كدولة فاشلة واحتل المرتبة 13 من قبل مؤسسة صندوق دعم السلام المعني بتصنيف فشل الدول

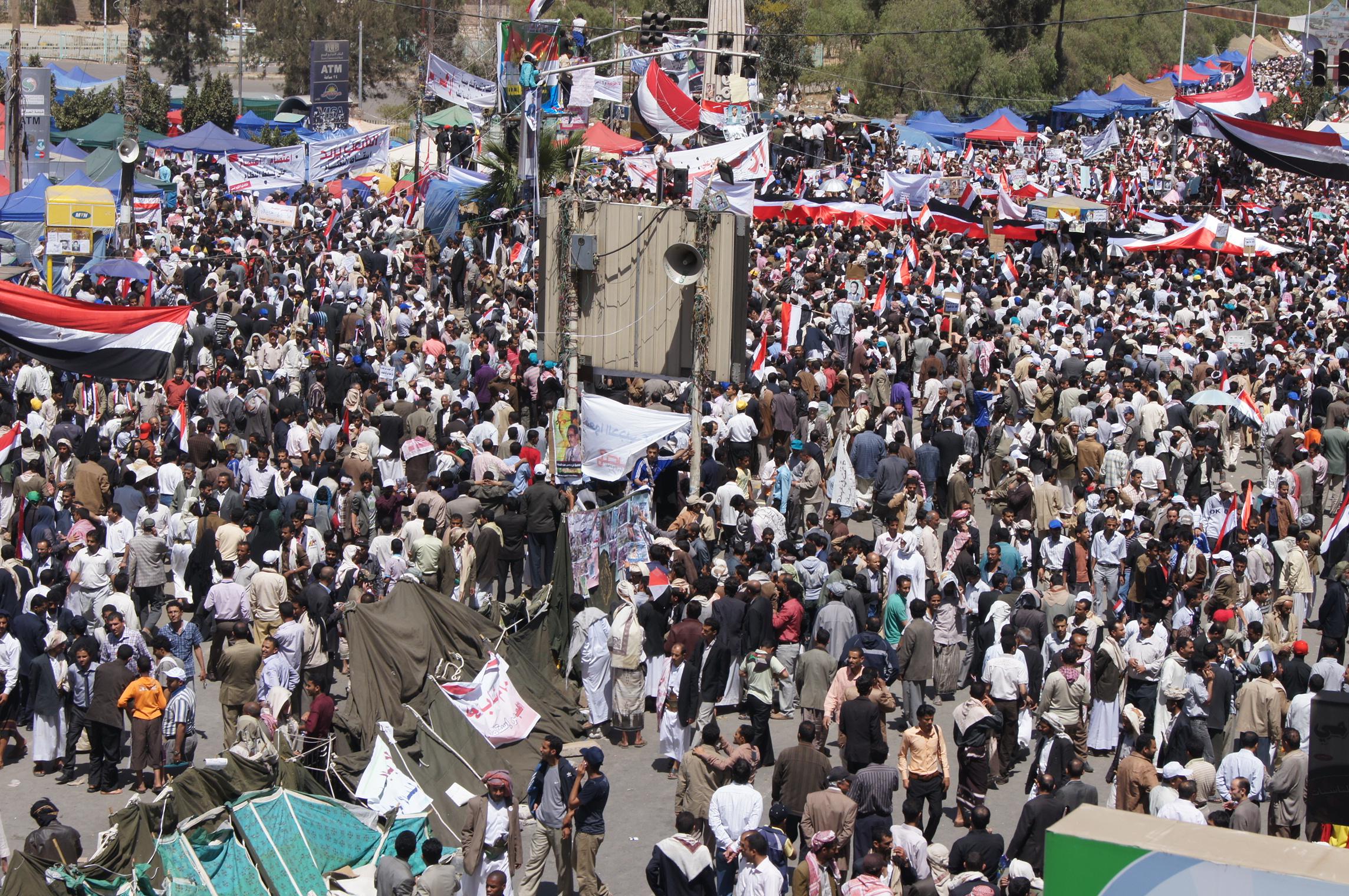
مظاهرة في صنعاء

خرج ما يقارب 16,000 متظاهر في 27 يناير 2011 تنديدا بالأوضاع الاقتصادية والسياسية للبلاد وأعلن صالح أنه لن يرشح نفسه لفترة رئاسية جديدة ولن يورث الحكم لإبنه أحمد، في 2 فبراير  تظاهر 20,000 شخص في الميادين العامة مطالبة بتنحي صالح دون شروط في بدايات شهر مارس، بدأ الأمن المركزي باستعمال العنف ضد المتظاهرين، فقتل ثلاثة أشخاص في صنعاء وشخص في المكلا وفي 18 مارس، في ما سمي بجمعة الكرامة قتل أكثر من 52 شخص برصاص قناصة ورغم أن اليمن من أكثر بلدان العالم تسلحا، حاول الثوار المحافظة على سلمية ثورتهم قدر المستطاع ولم يشكل الطلبة والشباب الذين كانوا لب الاحتجاجات أي ميليشيات مسلحة للتصدي لقوات الأمن المركزي.

صورة العام لمتظاهر يمني مصاب بعدسة صاموئيل آراندا لصحيفة النيويورك تايمز

## الأحداث
قامت بهذه المجزرة قوات الأمن المركزي التابعة والموالية لعلي عبد الله صالح بالإضافة إلى بعض المرتزقين المأجورين في ما يسمى بجولة كنتاكي في العاصمة اليمنية صنعاء.
كان الهدف هو محاولة، مستخدمين فيها لقذائف الآر بي جي، ورصاص معدلات 12/7، في ظاهره هي الأولى من نوعها مما تسبب في سقوط نحو 30 شهيدا، ونحو 300 جريح بالرصاص الحي، و 800 مصاب بالغازات السامة.
في 19 سبتمبر 2011 قتلت قوات الأمن اليمنية 21 شخصا بعضهم بنيران قناصة من فوق الأسطح وسط حشد من المحتجين المطالبين بالإطاحة بالرئيس علي عبد الله صالح، وأصيب 113 محتجا آخرين.
وأفاد صحفيا من رويترز أنه رأى قناصة يطلقون النار من فوق الأسطح ومن الطوابق العليا للمباني على المحتجين. وبدا أن بعض القتلى سقطوا بعد إطلاق قذائف آر. بي. جي. ونقل المصابون على دراجات نارية إلى المستشفى الميداني في ساحة التغيير بصنعاء، وتمكن المحتجون من توسيع منطقة اعتصامهم بنحو كيلومتر وقضى المئات ليلتهم فيها، ودخلت قوات الفرقة الأولى مدرع - الموالية للثورة - المنطقة وأخذت تحصنها بأجولة الرمال، وبعد توسيع منطقة الاعتصام أصبح المحتجون والقوات المنشقة التي تدعمهم على بعد 500 متر عن قوات أحمد علي صالح ابن الرئيس اليمني وقائد وحدات الحرس الجمهوري الموالية للحكومة.
وفي يوم 20 سبتمبر 2011 وقال أطباء لرويترز إن تسعة جنود من قوات اللواء علي محسن الذي أعلن تأييده للمحتجين في مارس آذار الماضي قتلوا. وأصيب الجنود بقذائف المورتر التي لم تصب فقط قاعدة اللواء المتمرد بل أصابت أيضا «ساحة التغيير» التي يعتصم بها محتجون منذ ثمانية أشهر بالقرب من هذه القاعدة العسكرية، وقال أطباء وشهود أن خمسة آخرين قتلوا برصاص قناصة اعتلوا أسطح المباني وطلقات طائشة في مناطق تشهد اشتباكات بين الجنود بالقرب من مخيم الاعتصام.
ورفع القتلى الذين سقطوا يوم الأربعاء عدد الضحايا إلى 85 قتيلا خلال أربعة أيام
وأقام عشرات الآلاف صلاة الجنازة في شارع الستين الرئيسي في صنعاء يوم الأربعاء على القتلى الذين حملت نعوشهم وسط الحشود وقد لفت في إعلام اليمن في حين دوّت أصوات الانفجارات بالقرب منهم. وتصاعدت أعمدة الدخان في منطقة أخرى من صنعاء ودوت أبواق سيارات الإسعاف بينما بدأ المشيعون السير ناحية المقابر وهم يرددون هتافات تطالب بالثأر للشهداء.
وفي 23 سبتمبر 2011 بلغ عدد القتلى أكثر من مائة قتيل خلال 5 أيام من الاشتباكات بين القوات الموالية للثورة والموالية لنظام علي صالح وبرصاص قوات القناصة المتواجدين حول ساحة التغيير بصنعاء 

## أحداث مصاحبة
في حي الحصبة شمال ساحة الاعتصام تجدد القتال صباح يوم الأربعاء 21 سبتمبر 2011 بين القوات الموالية للحكومة اليمنية والمسلحين المعارضين ورجال القبائل بقيادة الشيخ صادق الأحمر، في وقت تستمر فيه الجهود لإحياء المبادرة الخليجية للنقل السلمي للسلطة في اليمن. كما ذكر شهود عيان أن عددا من الانفجارات هزت العاصمة اليمنية يوم الخميس. وسمع دوي انفجارت ضخمة في حي حدة السكني (غرب دار الرئاسة) فيما يعتقد أنها قذائف مدفعية سقطت على منزلي اللواء علي محسن الأحمر، والشيخ المعارض للنظام حميد الأحمر. وشهدت عدد من المدن اليمنية يوم الخميس تظاهرات واحتجاجات تنديدا بقتل المتظاهرين وإصرارا على ما يسميها المتظاهرون بـ «الحسم الثوري». كما تدور مواجهات ضارية في محيط قاعدة الصمع العسكرية التابعة للحرس الجمهوري في منطقة أرحب شمال صنعاء مع رجال القبائل بالتزامن مع قصف جوي ومدفعي على مناطق عدة.

## الطفلأنس السعيدي

وفاة الشهيد أنس السعيدي في المستشفى.

أنس السعيدي هو أصغر شهداء الثورة اليمنية السلمية، من محافظة ريمة ويبلغ من العمر 10 أشهر فقط. قتل أنس صباح يوم الإثنين الموافق 19 سبتمبر 2011 من رصاصة قناص من الخلف إلى اليسار قليلًا لتخرج بعدها من جبهته.
ويروي والد الطفل أنس السعيدي لوكالة رويترز «كنا في السيارة في شارع هائل (القريب من الاشتباكات). نزلت من السيارة لشراء بعض الطعام وتركت ولدي الاثنين في السيارة وسمعت الابن الأكبر يصرخ. أصيب الابن الأصغر في الرأس مباشرة.» 
كان أنس مع والديه وأخاه الأكبر لؤي في السيارة متجهين صوب شارع الرقاص ليشتروا أدواتٍ مدرسية للؤي. أوقف والد أنس السيارة وخرج هو ووالدة أنس ليشتريا الأغراض، حيث ظل لؤي مع أنس في السيارة. بعد فترة وجيزة من الزمن لاحظ والد أنس لؤي يخرج من السيارة مذعورًا يتشبث بالناس، فلما وصل إليه يسأله عما حصل، رد لؤي صارخًا: قتلوا أخي! قتلوا أخي! فنظر والد أنس إلى السيارة فصدم من الموقف فأخرج أنس من السيارة وسار به في الشارع قائلاً: ولدي! ولدي! وكان الناس مذهولين من الموقف حتى صاح أحدهم وأخبر والد أنس أن يسعفه، فأسعفه بعدها إلى المستشفى الميداني (ساحة التغيير)، حيث توفي بعدها أنس بدقائق معدودة.

## ردود الأفعال

### أوباما
أبدى الرئيس الأمريكي باراك أوباما تعاطفه مع المحتجين اليمنيين في الكلمة التي ألقاها يوم الأربعاء أمام الجمعية العامة للأمم المتحدة.
وقال «أمريكا تؤيد تطلعاتهم... يجب أن نعمل مع جيران اليمن ومع شركائنا في العالم للبحث عن مسار يسمح بانتقال سلمي للسلطة من الرئيس صالح وتحرك نحو انتخابات حرة ونزيهة في أسرع وقت ممكن.» 

### هيومان رايتس ووتش
حذرت منظمة هيومان رايتس ووتش يوم الأربعاء من ان الاستخدام المفرط للقوة لقمع المحتجين أظهر الخطر الكامن في الخطة الانتقالية الخليجية الذي يتمثل في احتمال منح صالح والمقربين منه حصانة من المحاسبة.
وقال جو ستورك نائب مدير قطاع الشرق الأوسط بالمنظمة «أعمال القتل الأخيرة التي قامت بها قوات الأمن اليمنية تظهر بوضوح لماذا يتعين ألا يكون هناك ضمان بالخروج الأمن لأولئك المسؤولين (عن مثل هذه الأعمال).» 

## وصلات خارجية
- مأرب برس: الأيام الدامية (مجزرتي القاع وكنتاكي) قصص ومآثر
- الصحوة نت: ملحمة كنتاكي.. قذائف صالح تعجز أمام الصدور العارية للثوار
- يورونيوز: “مجزرة” في صنعاء من توقيع نظام صالح